# OTI 1980
La IX edición del Gran Premio de la Canción Iberoamericana o el Festival de la OTI fue celebrada en Argentina, en el Teatro General San Martín de Buenos Aires. Sus presentadores fueron Liliana López Foresi y Antonio Carrizo.

## Desarrollo
En esta edición vuelve a participar luego de dos años de ausencia Nicaragua; por otro lado, pese a la dictadura militar argentina del general Jorge Rafael Videla, pues ningún país miembro de la OTI anuncia su retiro por motivaciones políticas, a diferencia de lo que había sucedido en la edición del Festival de la OTI de 1978 en Chile. 
Se destacan la participación de Rafael José en representación de Puerto Rico, tal como lo había hecho dos años antes; el autor del tema vencedor del Festival de la OTI de 1977, el nicaragüense Carlos Mejía Godoy, en representación de Nicaragua a la retornada televisión de su país; el afamado intérprete español Dyango con el tema Querer y perder, que luego sería un enorme éxito de ventas; y de la portuguesa Simone de Oliveira, quien representaría a su país Portugal en el Festival de la Canción de Eurovisión 1969 y el venezolano Héctor Cabrera.
El triunfo lo obtuvo Puerto Rico con el tema Contigo mujer interpretado magistralmente por Rafael José y escrito por la cantante y compositora puertorriqueña Ednita Nazario, seguido por España en el segundo lugar y luego Argentina de local, en el tercer lugar. En la edición anterior del festival, Rafael José obtuvo un honroso cuarto lugar. 
El doctor Rafael José Díaz Rodríguez (que es el nombre de pila del intérprete) es dentista de profesión y se ha destacado como actor, locutor de radio, animador y presentador de televisión, tanto en su natal Puerto Rico como en Estados Unidos.
La gala marcó un hito tanto para ATC como para Canal 13, debido a que los dos canales fueron los primeros en iniciar el 1 de mayo de ese mismo año la era de la televisión a todo color en Argentina. Con el correr de los años aparecería una serie de diferencias, de las que llegaron al punto de ser irreconciliables entre ambas estaciones televisivas.

## Participantes
| País                  | Título de la canción                    | Título de la canción          |
| País                  | Artista                                 | Idioma                        |
| --------------------- | --------------------------------------- | ----------------------------- |
| Antillas Neerlandesas | «Amor para ti»                          | «Amor para ti»                |
| Antillas Neerlandesas | Lituina Bay                             | Español                       |
| Argentina             | «Dime adiós»                            | «Dime adiós»                  |
| Argentina             | Luis Ordoñez                            | Español                       |
| Bolivia               | «Qué suerte...qué pena»                 | «Qué suerte...qué pena»       |
| Bolivia               | Susana Foret                            | Español                       |
| Brasil                | «Convite ao vento»                      | «Convite ao vento»            |
| Brasil                | Márcia                                  | Portugués                     |
| Chile                 | «Sin razón»                             | «Sin razón»                   |
| Chile                 | Nino García                             | Español                       |
| Colombia              | «Por cuánto tiempo»                     | «Por cuánto tiempo»           |
| Colombia              | Jaime Valencia                          | Español                       |
| Costa Rica            | «El amor se va»                         | «El amor se va»               |
| Costa Rica            | Ricardo Padilla                         | Español                       |
| Ecuador               | «En un instante»                        | «En un instante»              |
| Ecuador               | Jeaneth Salgado                         | Español                       |
| El Salvador           | «El séptimo día»                        | «El séptimo día»              |
| El Salvador           | Ricardo Alfaro                          | Español                       |
| España                | «Querer y perder»                       | «Querer y perder»             |
| España                | Dyango                                  | Español                       |
| Estados Unidos        | «El extranjero»                         | «El extranjero»               |
| Estados Unidos        | Ramiro Velasco                          | Español                       |
| Guatemala             | «Suave y dulcemente»                    | «Suave y dulcemente»          |
| Guatemala             | Grupo Madrigal                          | Español                       |
| Honduras              | «Tú, siempre tú»                        | «Tú, siempre tú»              |
| Honduras              | Moisés Canelo                           | Español                       |
| México                | «Solo te amo a ti»                      | «Solo te amo a ti»            |
| México                | José Roberto                            | Español                       |
| Nicaragua             | «La chavalita de España»                | «La chavalita de España»      |
| Nicaragua             | Carlos Mejía Godoy y Los de Palacagüina | Español                       |
| Panamá                | «Puede ser»                             | «Puede ser»                   |
| Panamá                | Solinka                                 | Español                       |
| Paraguay              | «La razón que nos une»                  | «La razón que nos une»        |
| Paraguay              | Carlos Albospino                        | Español                       |
| Perú                  | «Un buen motivo para amar»              | «Un buen motivo para amar»    |
| Perú                  | Regina Alcóver                          | Español                       |
| Portugal              | «À tua espera»                          | «À tua espera»                |
| Portugal              | Simone de Oliveira                      | Portugués                     |
| Puerto Rico           | «Contigo mujer»                         | «Contigo mujer»               |
| Puerto Rico           | Rafael José                             | Español                       |
| República Dominicana  | «Canción de un hombre simple»           | «Canción de un hombre simple» |
| República Dominicana  | Fausto Rey                              | Español                       |
| Uruguay               | «Te lo quedé debiendo»                  | «Te lo quedé debiendo»        |
| Uruguay               | Juca Sheppard                           | Español                       |
| Venezuela             | «Haces bien»                            | «Haces bien»                  |
| Venezuela             | Héctor Cabrera                          | Español                       |

## Resultados
| #                                                          | País                  | Artista(s)                              | Canción                     | Idioma     | Lugar | Puntos |
| ---------------------------------------------------------- | --------------------- | --------------------------------------- | --------------------------- | ---------- | ----- | ------ |
| 1                                                          | Chile                 | Nino García                             | Sin razón                   | Castellano | 13    | 9      |
| 2                                                          | Uruguay               | Juca Sheppard                           | Te lo quedé debiendo        | Castellano | 19    | 4      |
| 3                                                          | Argentina             | Luis Ordóñez                            | Dime adiós                  | Castellano | 3     | 31     |
| 4                                                          | Panamá                | Solinka                                 | Puede ser                   | Castellano | 15    | 7      |
| 5                                                          | Perú                  | Regina Alcóver                          | Un buen motivo para amar    | Castellano | 11    | 13     |
| 6                                                          | Puerto Rico           | Rafael José                             | Contigo mujer               | Castellano | 1     | 36     |
| 7                                                          | Paraguay              | Carlos Albospino                        | La razón que nos une        | Castellano | 15    | 7      |
| 8                                                          | Venezuela             | Héctor Cabrera                          | Haces bien                  | Castellano | 14    | 8      |
| 9                                                          | Estados Unidos        | Ramiro Velasco                          | El extranjero               | Castellano | 13    | 9      |
| 10                                                         | Nicaragua             | Carlos Mejía Godoy y Los de Palacagüina | La chavalita de España      | Castellano | 10    | 15     |
| 11                                                         | El Salvador           | Ricardo Alfaro                          | El séptimo día              | Castellano | 19    | 4      |
| 12                                                         | Antillas Neerlandesas | Lituina Bay                             | Amor para ti                | Castellano | 22    | 0      |
| 13                                                         | España                | Dyango                                  | Querer y perder             | Castellano | 2     | 32     |
| 14                                                         | Portugal              | Simone de Oliveira                      | À tua espera                | Portugués  | 13    | 9      |
| 15                                                         | Brasil                | Márcia                                  | Convite ao vento            | Portugués  | 4     | 29     |
| 16                                                         | Guatemala             | Grupo Madrigal                          | Suave y dulcemente          | Castellano | 9     | 19     |
| 17                                                         | México                | José Roberto                            | Sólo te amo a ti            | Castellano | 8     | 21     |
| 18                                                         | Honduras              | Moisés Canelo                           | Tú, siempre tú              | Castellano | 7     | 22     |
| 19                                                         | Bolivia               | Susana Foret                            | Qué suerte...qué pena       | Castellano | 22    | 0      |
| 20                                                         | República Dominicana  | Fausto Rey                              | Canción de un hombre simple | Castellano | 6     | 25     |
| 21                                                         | Colombia              | Jaime Valencia                          | Por cuánto tiempo           | Castellano | 11    | 13     |
| 22                                                         | Costa Rica            | Ricardo Padilla                         | El amor se va               | Castellano | 4     | 29     |
| 23                                                         | Ecuador               | Jeaneth Salgado                         | En un instante              | Castellano | 21    | 3      |
| Lugar: Teatro General San Martín - Buenos Aires, Argentina |                       |                                         |                             |            |       |        |